# Ana Serradilla
Ana Serradilla  (Mexikóváros, Mexikó, 1978. augusztus 9. –) mexikói színésznő.

## Élete és pályafutása
1978. augusztus 9-én született Mexikóvárosban. 
Karrierjét 1997-ben kezdte. 2001-ben Daniela Sánchez-Serranót játszotta az Amikor az enyém leszel című telenovellában. 2004-ben Juana Valentina szerepét kapta meg a Las Juanas című sorozatban. 2008-ban főszerepet osztottak rá a Deseo prohibido-ban.

## Filmográfia

### Film
- Luna escondida (2012) - Miranda Rios
- Pastorela (2011)
- Cars 2 (2011) -Holley
- La otra familia (2011) - Ivana
- Los inadaptados (2010) - Sofía
- Euforia (2009) - Ana
- All Inclusive (2008) - Macarena
- Déficit (2007) - Maria
- Eros una vez María (2007) - Maria
- Corazón marchito (2007) - Ella
- El Brindis (2007) - Emilia
- Cansada de besar sapos (2006) - Martha
- Amor de madre (2006) - Sofia
- Sexo, amor y otras perversiones (2006) - Mirtha
- Un mundo raro (2001) - Dianita
- El duende del reloj (2000) - Ericka

### Televízió

#### Telenovella
- La viuda negra (2013) - Griselda Blanco
- Deseo prohibido (2008) - Lucía Santos
- Campeones de la vida (2006) - Isabel
- Las Juanas (2004) - Juana Valentina Matamoros
- Ciudad Juárez: Tan infinito como el desierto (2004)
- Női pillantás (Mirada de mujer: El regreso) (2003) - Carolina
- Amikor az enyém leszel (Cuando seas mía) (2001-2002) - Daniela Sánchez-Serrano
- La vida en el espejo (1999) - Paulita Giraldo de Román
- Chiquititas (1998) - Belén (Original Belén)

#### Televíziós sorozat
- Alguien mas (2013) - Irene
- Drenaje profundo (2010) - Yamel
- Deseo prohibido (2008) - Lucía Santos
- Született feleségek (Amas de Casa Desesperadas) (2008) - Gabriela Solis
- Línea nocturna (2006) - Ana Lilia Armendariz
- Tan infinito como el desierto (2004)
- El poder del amor (2003)
- Momento de decisión (2000)